# ФК «Болонья» в сезоні 1934—1935
ФК «Болонья» в сезоні 1934—1935 — сезон італійського футбольного клубу «Болонья».

## Склад команди
| № | Поз. | Нац.   | Гравець            |
| - | ---- | ------ | ------------------ |
|   | ВР   | Італія | Маріо Джанні       |
|   | ЗХ   | Італія | Еральдо Мондзельйо |
|   | ЗХ   | Італія | Феліче Гаспері     |
|   | ЗХ   | Італія | Діно Фйоріні       |
|   | ЗХ   | Італія | Руджеро Бернарді   |
|   | ПЗ   | Італія | Маріо Монтесанто   |
|   | ПЗ   | Італія | Джордано Корсі     |
|   | ПЗ   | Італія | Альдо Донаті       |
|   | ПЗ   | Італія | Гастоне Мартеллі   |
|   | ПЗ   | Італія | Тольміно Казадіо   |

| № | Поз. | Нац.    | Гравець           |
| - | ---- | ------- | ----------------- |
|   | НП   | Уругвай | Рафаель Сансоне   |
|   | НП   | Італія  | Анджело Ск'явіо   |
|   | НП   | Італія  | Бруно Маїні       |
|   | НП   | Італія  | Джерардо Оттані   |
|   | НП   | Італія  | Карло Регуццоні   |
|   | НП   | Італія  | Альдо Співак      |
|   | НП   | Уругвай | Франсиско Федулло |
|   | НП   | Італія  | Альберто Фрігері  |
|   | НП   | Італія  | Маріо Пераццоло   |

## Чемпіонат Італії

### Підсумкова турнірна таблиця
|                                          |     | Турнірна таблиця 1934—1935 | О  | І  | В  | Н  | П  | М+ | М- |
| ---------------------------------------- | --- | -------------------------- | -- | -- | -- | -- | -- | -- | -- |
| Чемпіон Італії · Вийшов до Кубка Мітропи | 1.  | «Ювентус»                  | 44 | 30 | 18 | 8  | 4  | 45 | 22 |
| Вийшов до Кубка Мітропи                  | 2.  | «Амброзіана-Інтер»         | 42 | 30 | 15 | 12 | 3  | 58 | 24 |
| Вийшов до Кубка Мітропи                  | 3.  | «Фіорентіна»               | 39 | 30 | 15 | 9  | 6  | 39 | 23 |
| Вийшов до Кубка Мітропи                  | 4.  | «Рома»                     | 35 | 30 | 14 | 7  | 9  | 63 | 38 |
|                                          | 5.  | «Лаціо»                    | 32 | 30 | 13 | 6  | 11 | 55 | 46 |
|                                          | 6.  | «Болонья»                  | 30 | 30 | 11 | 8  | 11 | 46 | 34 |
|                                          | 7.  | «Наполі»                   | 29 | 30 | 10 | 9  | 11 | 39 | 38 |
|                                          | 8.  | «Алессандрія»              | 29 | 30 | 12 | 5  | 13 | 44 | 48 |
|                                          | 9.  | «Палермо»                  | 29 | 30 | 9  | 11 | 10 | 27 | 34 |
|                                          | 10. | «Мілан»                    | 27 | 30 | 8  | 11 | 11 | 36 | 38 |
|                                          | 11. | «Трієстіна»                | 27 | 30 | 11 | 5  | 14 | 33 | 44 |
|                                          | 12. | «Брешія»                   | 27 | 30 | 10 | 7  | 13 | 29 | 45 |
|                                          | 13. | «Самп'єрдаренезе»          | 26 | 30 | 9  | 8  | 13 | 29 | 42 |
|                                          | 14. | «Торіно»                   | 25 | 30 | 8  | 9  | 13 | 37 | 45 |
| Вибув до Серії B                         | 15. | «Ліворно»                  | 24 | 30 | 8  | 8  | 14 | 28 | 54 |
| Вибув до Серії B                         | 16. | »Про Верчеллі"             | 15 | 30 | 5  | 5  | 20 | 21 | 54 |

## Кубок Мітропи
| 1/8 фіналу 17 червня 1934 | Болонья                  | 2:0        | Бочкаї (Дебрецен) | Болонья                                                  |  |
| | Регуццоні 3' Ск'явіо 31' | (протокол) |                   | Стадіон: Літторале Глядачі: 12 000 Суддя: Августин Крист |  |
| Болонья: Маріо Джанні, Еральдо Мондзельйо, Феліче Гаспері, Альдо Донаті, Франческо Окк'юцці, Гастоне Мартеллі, Бруно Маїні, Джордано Корсі, Анджело Ск'явіо (к), Франсиско Федулло, Карло Регуццоні, тренер: Лайош Ковач Бочкаї: Дьюла Альберті, Йожеф Ваго, Йожеф Янжо, Іштван Палоташ, Ференц Одрі, Золтан Санізло, Імре Маркош, Єне Вінце, Паль Телекі, Іштван Доце, Шандор Гевеші, тренер Бела Яношші |                          |            |                   |                                                          |  |

| 1/8 фіналу 24 червня 1934 | Бочкаї (Дебрецен)    | 2:1        | Болонья       | Дебрецен                                              |  |
| | Гевеші 18' Вінце 66' | (протокол) | Регуццоні 49' | Стадіон: Надьєрдеї Глядачі: 12 000 Суддя: Ойген Браун |  |
| Бочкаї: Дьюла Альберті, Йожеф Ваго, Йожеф Янжо, Іштван Палоташ, Ференц Одрі, Золтан Санізло, Імре Маркош, Єне Вінце, Паль Телекі, Іштван Доце, Шандор Гевеші, тренер Бела Яношші Болонья: Маріо Джанні, Еральдо Мондзельйо, Феліче Гаспері, Маріо Монтесанто, Франческо Окк'юцці, Гастоне Мартеллі, Бруно Маїні, Джордано Корсі, Анджело Ск'явіо (к), Франсиско Федулло, Карло Регуццоні, тренер Лайош Ковач |                      |            |               |                                                       |  |

| 1/4 фіналу 1 липня 1934 | Болонья                                                     | 6:1        | Рапід (Відень)    | Болонья                                               |  |
| | Пераццоло 20' Ск'явіо 35' 78' Регуццоні 50' 87' Фйоріні 57' | (протокол) | Біндер 38' (пен.) | Стадіон: Літторале Глядачі: 18 000 Суддя: Ференц Клуг |  |
| Болонья: Маріо Джанні, Діно Фйоріні, Феліче Гаспері, Маріо Монтесанто, Альдо Донаті, Джордано Корсі, Бруно Маїні, Маріо Пераццоло, Анджело Ск'явіо (к), Франсиско Федулло, Карло Регуццоні, тренер Лайош Ковач Рапід: Рудольф Рафтль, Карл Єстраб, Леопольд Цейка, Франц Вагнер, Йозеф Смістик, Ганс Пессер, Йоганн Остерманн, Карл Гохрайтер, Йозеф Біцан, Франц Біндер, Алоїз Оренбергер, тренер Едуард Бауер |                                                             |            |                   |                                                       |  |

| 1/4 фіналу 8 липня 1934 | Рапід (Відень)                      | 4:1        | Болонья                      | Відень                                                        |  |
| 18:00 CET | Біндер 1' 71' (пен.) 74' 80' (пен.) | (протокол) | Регуццоні 41' Мондзельйо 65' | Стадіон: Пратерштадион Глядачі: 20 000 Суддя: Богумил Женишек |  |
| Рапід: Рудольф Рафтль, Карл Єстраб, Леопольд Цейка, Франц Вагнер, Йозеф Смістик, Йоганн Луеф, Йоганн Остерманн, Франц Фахет, Маттіас Кабурек, Франц Біндер, Ганс Пессер, тренер Едуард Бауер Болонья: Маріо Джанні, Еральдо Мондзельйо, Феліче Гаспері, Маріо Монтесанто (к), Альдо Донаті, Джордано Корсі, Діно Фйоріні, Маріо Пераццоло, Бруно Маїні, Франсиско Федулло, Карло Регуццоні, тренер Лайош Ковач - На 14-й хвилині Франц Біндер не забив пенальті (парирував Маріо Джанні) |                                     |            |                              |                                                               |  |

| 1/2 фіналу 15 липня 1934 | Ференцварош | 1:1        | Болонья   | Будапешт                                             |  |
| | Тольді 9'   | (протокол) | Маїні 12' | Стадіон: Іллеї ут Глядачі: 19 000 Суддя: Ойген Браун |  |
| Ференцварош: Йожеф Хада, Нандор Бан, Лайош Кораньї, Анталь Ліка, Янош Море, Дьюла Лазар, Міхай Танкош, Дьюла Польгар, Дьордь Шароші, Геза Тольді, Шандор Барна, тренер Золтан Блум Болонья: Маріо Джанні, Діно Фйоріні, Феліче Гаспері, Маріо Монтесанто, Альдо Донаті, Джордано Корсі, Бруно Маїні, Маріо Пераццоло, Анджело Ск'явіо (к), Франсиско Федулло, Карло Регуццоні, тренер Лайош Ковач - На 33-й хвилині Анджело Ск'явіо не забив пенальті (парирував Йожеф Хада) |             |            |           |                                                      |  |

| 1/2 фіналу 22 липня 1934 | Болонья                                              | 5:1        | Ференцварош | Болонья                                                  |  |
| | Пераццоло 5' Маїні 30' Ск'явіо 47' 50' Регуццоні 66' | (протокол) | Шароші 6'   | Стадіон: Літторале Глядачі: 23 000 Суддя: Августин Крист |  |
| Болонья: Маріо Джанні, Еральдо Мондзельйо, Феліче Гаспері, Маріо Монтесанто, Альдо Донаті, Джордано Корсі, Бруно Маїні, Маріо Пераццоло, Анджело Ск'явіо (к), Франсиско Федулло, Карло Регуццоні, тренер Лайош Ковач Ференцварош: Йожеф Хада, Нандор Бан, Лайош Кораньї, Анталь Ліка, Янош Море, Дьюла Лазар, Міхай Танкош, Дьюла Польгар, Дьордь Шароші, Геза Тольді, Тібор Кемень, тренер Лайош Ковач |                                                      |            |             |                                                          |  |

| фінал 5 вересня 1934 | Адміра (Відень)                                   | 3:2        | Болонья                             | Відень                                                             |  |
| | Карл Штойбер 55' Адольф Фогль 56' Антон Шалль 59' | (протокол) | 7' Альдо Співак 25' Карло Регуццоні | Стадіон: Пратерштадіон Глядачі: 50 000 Суддя: Вільям Волтер Волден |  |
| Адміра: Петер Пляцер, Роберт Павлічек, Антон Янда, Йоганн Урбанек, Карл Гуменбергер, Йозеф Міршицка, Ігнац Зігль , Вільгельм Ганеманн, Карл Штойбер, Антон Шалль, Адольф Фогль, тренери: Ганс Козоурек, Йоганн Сколаут · Болонья: Маріо Джанні, Еральдо Мондзельйо, Феліче Гаспері, Маріо Монтесанто , Альдо Донаті, Джордано Корсі, Бруно Маїні, Рафаель Сансоне, Альдо Співак, Франсиско Федулло, Карло Регуццоні, тренер:Лайош Ковач - На 53-й хвилині Карл Гуменбергер не забив пенальті (парирував Маріо Джанні) · |                                                   |            |                                     |                                                                    |  |

| фінал 9 вересня 1934 | Болонья                                                           | 5:1        | Адміра (Відень)         | Болонья                                                       |  |
| | Бруно Маїні 22' Карло Регуццоні 34' 39' 87' Франсиско Федулло 44' | (протокол) | 32' (пен.) Адольф Фогль | Стадіон: Літторале Глядачі: 25 000 Суддя: Артур Джеймс Джуелл |  |
| Болонья: Маріо Джанні, Еральдо Мондзельйо, Феліче Гаспері, Маріо Монтесанто, Альдо Донаті, Джордано Корсі, Бруно Маїні, Рафаель Сансоне, Анджело Ск'явіо , Франсиско Федулло, Карло Регуццоні, тренер:Лайош Ковач · Адміра: Петер Пляцер, Роберт Павлічек, Антон Янда, Йоганн Урбанек, Карл Гуменбергер, Йозеф Міршицка, Леопольд Фогль, Карл Дурспект, Карл Штойбер, Вільгельм Ганеманн, Адольф Фогль , тренери: Ганс Козоурек, Йоганн Сколаут · |                                                                   |            |                         |                                                               |  |

### Склад команди
| Склад команди в чемпіонському розіграші 1934 року Воротар: Маріо Джанні (8). Захисники: Феліче Гаспері (8), Еральдо Мондзельйо (6), Діно Фйоріні (3,1). Півзахисники: Джордано Корсі (8), Маріо Монтесанто (7), Альдо Донаті (7), Гастоне Мартеллі (2), Франческо Окк'юцці (2). Нападники: Бруно Маїні (8.3), Франсиско Федулло (8,1), Карло Регуццоні (8,10), Анджело Ск'явіо (6,5), Маріо Пераццоло (4,2), Рафаель Сансоне (2), Альдо Співак (1,1). Тренер: Лайош Ковач. |

## Товариські матчі
- 26-08-1934, Лібертас (Ріміні) — Болонья — 0-10
- 02-09-1934, Болонья — Кремонезе — 5-2
- 16-09-1934, Тренто — Болонья — 1-4
- 23-09-1934, Амброзіана-Інтер — Болонья — 1-0
- 28-10-1934, Фіорентіна — Болонья — 3-2
- 01-11-1934, Болонья — Віченца — 3-0
- 08-12-1934, Болонья — Модена — 4-1
- 25-12-1934, Болонья — Братислава (Чехословаччина) — 2-0
- 30-12-1934, Болонья — СПАЛ — 4-0
- 17-02-1935, Новара — Болонья — 5-2
- 19-03-1935, Модена — Болонья — 3-3
- 27-03-1935, Болонья — Реджана — 5-5
- 30-05-1935, Болонья — Новара — 4-2
- 17-06-1935, Болонья — Верона — 6-2
- 20-06-1935, Грассгопперс (Швейцарія) — Болонья — 3-5
- 22-06-1935, Лугано (Швейцарія) — Болонья — 1-2

Турнір в Ніцці
- 09-06-1935, Болонья — Марсель (Франція) — 3-1
- 10-06-1935, Болонья — Фрайбург (Німеччина) — 5-0